# Abbir Maius
Abbir Maius est une cité d'Afrique proconsulaire de l'actuelle Tunisie. C'est aussi un siège titulaire de l'Église catholique.

## Siège titulaire
Il est la succession d'un ancien évêché dans la ville antique éponyme.
| Évêques titulaires d'Abbir Maius |                                                                 |                                                                                             |                  |                   |
| Num.                             | Nom                                                             | Administration                                                                              | de               | à                 |
| 1                                | Louis Van Dyck CICM                                             | Vicaire apostolique de Suiyüan (en) (Chine)                                                 | 10 août 1915     | 4 décembre 1937   |
| 2                                | Jean-Baptiste Hou                                               | Vicaire apostolique de Shihnan (en) (Chine)                                                 | 13 février 1940  | 10 novembre 1942  |
| 3                                | Jan Władysław Obłąk (en)                                        | Évêque auxiliaire à Gniezno et Warmie (Pologne)                                             | 20 novembre 1961 | 13 avril 1982     |
| 4                                | Bernard Henri René Jacqueline Archevêque titulaire pro hac vice | Pro-nonce au Burundi et au Maroc (en)                                                       | 24 avril 1982    | 26 février 2007   |
| 5                                | Thaddeus Cho Hwan-Kil (de)                                      | Évêque auxiliaire à Daegu (Corée du Sud)                                                    | 23 mai 2007      | 4 novembre 2010   |
| 6                                | Miguel Olaortúa Laspra (en) OSA                                 | Vicaire apostolique d'Iquitos / Administrateur apostolique de San José del Amazonas (Pérou) | 2 février 2011   | 1er novembre 2019 |
| 7                                | Michael Andrew Gielen (en)                                      | Évêque auxiliaire à Auckland (Nouvelle-Zélande)                                             | 6 janvier 2020   |                   |